# Frankie Fredericks
Frank „Frankie” Fredericks (ur. 2 października 1967 w Windhuku) – namibijski lekkoatleta, sprinter. Czterokrotny medalista olimpijski z Barcelony i Atlanty oraz uczestnik igrzysk olimpijskich w Atenach, czterokrotny medalista mistrzostw świata (w tym mistrz świata z Stuttgartu), dwukrotny medalista halowych mistrzostw świata (w tym złoty medalista z Maebashi), złoty medalista igrzysk afrykańskich oraz igrzysk Wspólnoty Narodów, trzykrotny mistrz Afryki. Halowy rekordzista świata.
Jest pierwszym w historii sportowcem z Namibii, który zdobył medal letnich igrzysk olimpijskich, jak również medal lekkoatletycznych mistrzostw świata. Szwagier Nico Motchebona, również lekkoatlety.

## Biografia
W 1991 otrzymał tytuł wicemistrza świata w konkurencji biegu na 200 m, na dwukrotnie krótszym dystansie zaś zajął w finale 5. miejsce. Uczestniczył w igrzyskach afrykańskich w Kairze, na których wywalczył złote medale w konkurencjach biegowych na dystansie 100 i 200 m.
Rok później zadebiutował na igrzyskach olimpijskich. Wystąpił w dwóch konkurencjach, w których okazał się srebrnym medalistą – w biegu na 100 m uzyskał w finale czas 10,02 i nieznacznie przegrał z reprezentantem Wielkiej Brytanii Linfordem Christie (o 0,06 s), natomiast w konkurencji biegu na dystansie 200 m uzyskał czas 20,13 i w walce o złoty medal został pokonany przez Mike'a Marsha.
W 1993 wystartował w halowych mistrzostwach świata, w konkurencji biegu na 60 m wywalczył srebrny medal, w konkurencji biegu na 200 m zaś odpadł w półfinale (do którego zarazem nie przystąpił). Na mistrzostwach świata rozgrywanych w Stuttgarcie otrzymał złoty medal w konkurencji biegu na 200 m, natomiast w konkurencji biegu na 100 m zajął w fazie finałowej 6. miejsce. Uczestniczył w finale Grand Prix IAAF w Londynie, gdzie po raz pierwszy wygrał konkurencję rozgrywaną w ramach tej imprezy lekkoatletycznej (dokonał tego w biegu na 200 m).
Był uczestnikiem igrzysk Wspólnoty Narodów w Victorii, tam zdobył brązowy medal w konkurencji biegu na 100 m, jak również złoty medal w konkurencji biegu na 200 m. W 1994 po raz pierwszy znalazł się w najlepszej trójce konkurencji rozgrywanej w ramach lekkoatletycznego Pucharu Świata, zajmując 2. miejsce w biegu na 200 m. W Göteborgu zdobył trzeci w karierze medal mistrzostw świata, w konkurencji biegu na 200 m został wicemistrzem, na dwukrotnie krótszym dystansie zaś znalazł się na 4. miejscu. W 1996 brał udział w mityngu rozgrywanym we francuskim Liévin, gdzie wynikiem 19,92 ustanowił aktualny do dziś halowy rekord świata w konkurencji biegu na 200 m – ponadto został pierwszym na świecie mężczyzną, który ten dystans przebiegł w czasie krótszym niż 20 sekund.
W konkurencji biegu na dystansie zarówno 100, jak i 200 m startował także w ramach igrzysk olimpijskich w Atlancie. Tak jak cztery lata wcześniej, zdobył w obu konkurencjach tytuł wicemistrzowski. W finale konkursu biegu na 100 m uzyskał czas 9,89, w finale konkursu biegu na dystansie 200 m zaś osiągnął rezultat czasowy 19,68.
W 1997 na mistrzostwach świata zajął te same pozycje w finałach, co dwa lata wcześniej (tytuł wicemistrza w konkurencji biegu na 200 m, 4. miejsce w konkurencji biegu na 100 m). Rok później zdobył pierwsze w karierze medale mistrzostw Afryki (srebrny w biegu na 100 m, złoty w biegu na 200 m), a także sięgnął po trzeci w karierze medal igrzysk Wspólnoty Narodów (srebro w biegu na 100 m). W 1999 został halowym mistrzem świata w konkurencji biegu na 200 m. Startował na mistrzostwach świata rozgrywanych w Walencji, w trakcie których doznał dość poważnej kontuzji.
Do startów powrócił w 2001 roku, kiedy m.in. wystąpił na rozgrywanych w Edmonton mistrzostwach świata, w ramach których był zgłoszony do startu w konkurencji biegu na 200 m, ale wycofał się z niego już w fazie eliminacji. Rok później po raz drugi wywalczył tytuł mistrza igrzysk Wspólnoty Narodów (w biegu na 200 m), a także dwa tytuły mistrza kontynentu (w biegu na dystansie zarówno 100, jak i 200 m). Dotarł do finału lekkoatletycznych mistrzostw globu w Paryżu, w którym ostatecznie zajął 7. miejsce.
Uczestniczył w rozgrywanych w Atenach igrzyskach olimpijskich. W konkurencji biegu na 100 m zajął 4. miejsce w drugiej rundzie zmagań (uzyskał czas 10,17), natomiast w konkurencji biegu na dwukrotnie dłuższym dystansie zajął w finale 4. miejsce z rezultatem czasowym 20,14. W trakcie tych igrzysk oświadczył, że po zmaganiach w konkurencji biegu na 200 m zakończy karierę sportową, jednak mimo tej zapowiedzi Namibijczyk brał udział m.in. w Światowym Finale IAAF w Monako.
W swej karierze zdobywał też złote medale mistrzostw NCAA (w 1991 na stadionie, w latach 1991-92 w hali).

### Po karierze zawodniczej
W 2004 objął członkostwo w Międzynarodowym Komitecie Olimpijskim. W trakcie tego członkostwa przewodniczył Komisji Zawodników, jak również pracował w Komitecie Wykonawczym. Pełnił dodatkowo funkcję członka Komitetu Koordynacyjnego Letnich Igrzysk Olimpijskich w Londynie oraz Letnich Igrzysk Olimpijskich Młodzieży w Singapurze. Na ceremonii otwarcia tych drugich igrzysk niósł flagę olimpijską.

## Osiągnięcia
| Rok     | Zawody                     | Miasto       | Miejsce | Konkurencja        | Wynik |
| ------- | -------------------------- | ------------ | ------- | ------------------ | ----- |
| 1991    | Mistrzostwa świata         | Tokio        | 5.      | bieg na 100 m      | 9,95  |
| 1991    | Mistrzostwa świata         | Tokio        | srebro  | bieg na 200 m      | 20,34 |
| 1991    | Igrzyska afrykańskie       | Kair         | złoto   | bieg na 100 m      | 10,18 |
| 1991    | Igrzyska afrykańskie       | Kair         | złoto   | bieg na 200 m      | 20,28 |
| 1992    | Igrzyska olimpijskie       | Barcelona    | srebro  | bieg na 100 m      | 10,02 |
| 1992    | Igrzyska olimpijskie       | Barcelona    | srebro  | bieg na 200 m      | 20,13 |
| 1993    | Halowe mistrzostwa świata  | Toronto      | srebro  | bieg na 60 m       | 6,51  |
| 1993    | Halowe mistrzostwa świata  | Toronto      | DNS SF  | bieg na 200 m      | N/A   |
| 1993    | Mistrzostwa świata         | Stuttgart    | 6.      | bieg na 100 m      | 10,03 |
| 1993    | Mistrzostwa świata         | Stuttgart    | złoto   | bieg na 200 m      | 19,85 |
| 1993    | Finał Grand Prix IAAF      | Londyn       | złoto   | bieg na 200 m      | 20,34 |
| 1994    | Igrzyska dobrej woli       | Petersburg   | srebro  | bieg na 200 m      | 20,17 |
| 1994    | Igrzyska Wspólnoty Narodów | Victoria     | brąz    | bieg na 100 m      | 10,06 |
| 1994    | Igrzyska Wspólnoty Narodów | Victoria     | złoto   | bieg na 200 m      | 19,97 |
| 1994    | Puchar Świata              | Londyn       | srebro  | bieg na 200 m      | 20,55 |
| 1995    | Mistrzostwa świata         | Göteborg     | 4.      | bieg na 100 m      | 10,07 |
| 1995    | Mistrzostwa świata         | Göteborg     | srebro  | bieg na 200 m      | 20,12 |
| 1995    | Finał Grand Prix IAAF      | Monako       | srebro  | bieg na 200 m      | 20,21 |
| 1996    | Igrzyska olimpijskie       | Atlanta      | srebro  | bieg na 100 m      | 9,89  |
| 1996    | Igrzyska olimpijskie       | Atlanta      | srebro  | bieg na 200 m      | 19,68 |
| 1997    | Mistrzostwa świata         | Ateny        | 4.      | bieg na 100 m      | 9,95  |
| 1997    | Mistrzostwa świata         | Ateny        | srebro  | bieg na 200 m      | 20,23 |
| 1997    | Finał Grand Prix IAAF      | Fukuoka      | złoto   | bieg na 200 m      | 19,81 |
| 1998    | Mistrzostwa Afryki         | Dakar        | srebro  | bieg na 100 m      | 9,97  |
| 1998    | Mistrzostwa Afryki         | Dakar        | złoto   | bieg na 200 m      | 19,99 |
| 1998    | Finał Grand Prix IAAF      | Moskwa       | złoto   | bieg na 100 m      | 10,11 |
| 1998    | Puchar Świata              | Johannesburg | złoto   | bieg na 200 m      | 19,97 |
| 1998    | Puchar Świata              | Johannesburg | brąz    | sztafeta 4 × 100 m | 38,29 |
| 1998    | Igrzyska Wspólnoty Narodów | Kuala Lumpur | srebro  | bieg na 100 m      | 9,96  |
| 1999    | Halowe mistrzostwa świata  | Maebashi     | złoto   | bieg na 200 m      | 20,10 |
| 1999    | Mistrzostwa świata         | Sewilla      | DNS SF  | bieg na 100 m      | N/A   |
| 1999    | Mistrzostwa świata         | Sewilla      | DNS     | bieg na 200 m      | N/A   |
| 1999    | Mistrzostwa świata         | Sewilla      | DNS H   | sztafeta 4 × 100 m | N/A   |
| 1999    | Igrzyska afrykańskie       | Johannesburg | brąz    | bieg na 100 m      | 10,10 |
| 1999    | Igrzyska afrykańskie       | Johannesburg | brąz    | sztafeta 4 × 100 m | 39,52 |
| 2001    | Mistrzostwa świata         | Edmonton     | DNS H   | bieg na 200 m      | N/A   |
| 2002    | Igrzyska Wspólnoty Narodów | Manchester   | złoto   | bieg na 200 m      | 20,06 |
| 2002    | Mistrzostwa Afryki         | Tunis        | złoto   | bieg na 100 m      | 9,93  |
| 2002    | Mistrzostwa Afryki         | Tunis        | złoto   | bieg na 200 m      | 20,10 |
| 2002    | Puchar Świata              | Madryt       | srebro  | bieg na 200 m      | 20,20 |
| 2002    | Puchar Świata              | Madryt       | brąz    | sztafeta 4 × 100 m | 38,63 |
| 2003    | Mistrzostwa świata         | Paryż        | 7.      | bieg na 200 m      | 20,47 |
| 2003    | Igrzyska afrykańskie       | Abudża       | srebro  | bieg na 200 m      | 20,43 |
| 2004    | Halowe mistrzostwa świata  | Budapeszt    | DNS SF  | bieg na 200 m      | N/A   |
| 2004    | Igrzyska olimpijskie       | Ateny        | 4. QF   | bieg na 100 m      | 10,17 |
| 2004    | Igrzyska olimpijskie       | Ateny        | 4.      | bieg na 200 m      | 20,14 |
| 2004    | Światowy Finał IAAF        | Monako       | srebro  | bieg na 200 m      | 20,31 |
| Źródło: |                            |              |         |                    |       |

## Rekordy życiowe
- bieg na 100 m – 9,86 (3 lipca 1996, Lozanna)
- bieg na 200 m – 19,68 (1 sierpnia 1996, Atlanta)
- bieg na 400 m – 46,28 (25 marca 1989, Tempe)
- sztafeta 4 × 100 m – 38,24 (26 sierpnia 1997, Berlin)

Halowe
- bieg na 60 m – 6,51 (12 marca 1993, Toronto)
- bieg na 200 m – 19,92 (18 lutego 1996, Liévin)
- sztafeta 4 × 400 m – 3:04,89 (14 marca 1992, Indianapolis)

Źródło: 

## Upamiętnienie
Jego imieniem nazwano jedną z ulic w jego rodzinnym mieście Windhuk.